# قلعه لیبنشتاین
قلعه لیبنشتاین (آلمانی: Burg Liebenstein) قلعه‌ای در شمال روستای کامپ-بورنهوفن در ایالت راینلاند-فالتس آلمان است.